# Sgt. Hetfield's Motorbreath Pub Band
Sgt. Hetfield's Motorbreath Pub Band è il primo album in studio del gruppo statunitense Beatallica, pubblicato nel 2007. Esso contiene 13 tracce ricavate dalle combinazioni di canzoni dei Beatles e dei Metallica.

## Tracce
1. Sgt. Hetfield's Motorbreath Pub Band – 2:22
2. Revol-ooh-tion – 3:35
3. Blackened the U.S.S.R. – 2:28
4. Sandman – 4:48
5. Helvester of Skelter – 5:28
6. A Garage Dayz Nite – 2:05
7. Anesthesia (I'm Only Sleeping) – 2:21
8. Leper Madonna – 2:01
9. Ktulu (He's So Heavy) – 7:43
10. For Horsemen – 2:47
11. Hey Dude – 7:25
12. Sgt. Hetfield's Motorbreath Pub Band (reprise) – 2:02
13. ...And Justice for All My Loving – 1:52